# Lijst van beelden in Woensdrecht
Dit is een (onvolledige) chronologische lijst van beelden in Woensdrecht. Onder een beeld wordt hier verstaan elk driedimensionaal kunstwerk in de openbare ruimte van de Nederlandse gemeente Woensdrecht, waarbij beeld wordt gebruikt als verzamelbegrip voor sculpturen, standbeelden, installaties, gedenktekens en overige beeldhouwwerken.

## Hoogerheide
| Geplaatst | Omschrijving                        | Kunstenaar                    | Straat                                | Plaats      | Materiaal | Afbeelding |
| --------- | ----------------------------------- | ----------------------------- | ------------------------------------- | ----------- | --------- | ---------- |
| 1920      | Heilig Hartbeeld (Hoogerheide)      | Jan Custers & Alphons Custers | Raadhuisstraat 134 (kerk)             | Hoogerheide |           |            |
| 1888      | Maria                               |                               | Raadhuisstraat 134 (kerk)             | Hoogerheide |           |            |
| 1957      | Kruisbeeld                          |                               | Philomenahof bij 29                   | Hoogerheide |           |            |
| 1972      | Mariakapel                          |                               | Nederheide / Nieuweweg                | Hoogerheide |           |            |
| 1976      | Mariakapel                          |                               | Wouwbaan bij 46                       | Hoogerheide |           |            |
| 1985      | De Snoek                            | Hein Vree                     | Huijbergseweg 3 (gemeentehuis)        | Hoogerheide |           |            |
| 1993      | Zwanen of Togetherness was our life | Hans Hermes (1944)            | Antwerpsestraat, Landgoed Mattemburgh | Hoogerheide | brons     |            |
| 1990-1995 | Diana                               |                               | Antwerpsestraat, Landgoed Mattemburgh | Hoogerheide |           |            |
| 1996      | Tafel van Vier                      |                               | De Vuurdoorn bij 6                    | Hoogerheide |           |            |
| 1998      | Gevallen engel                      |                               | Oostlaan / Minckelerweg               | Hoogerheide |           |            |
| 2002      | Plaquette bij bunker De Kooi        |                               | Buitendreef bij 20                    | Hoogerheide |           |            |
| 2003      | Knielende engel                     | Jacques van Nes               | Raadhuisstraat 134 (kerk, kerkhof)    | Hoogerheide |           |            |
| 2003      | La Lumiere (Glaskunst, zuil)        |                               | Huijbergseweg 3                       | Hoogerheide |           |            |
| 2005      | de Hoef                             |                               | Dokter van de Karplein                | Hoogerheide |           |            |
| 2006      | De Suykerpoort (gevelkunst)         |                               | Raadhuisstraat 99a / Wouwbaan         | Hoogerheide |           |            |
| 2007      | Zitbank                             |                               | Huijbergseweg 3                       | Hoogerheide |           |            |
| 2008      | Monument Jesse                      |                               | Huijbergseweg 3                       | Hoogerheide |           |            |
| 2009      | Wielerkunstwerk                     | Léon Vermunt                  | Scheldeweg (rotonde)                  | Hoogerheide |           |            |

## Huijbergen
| Geplaatst | Omschrijving                                    | Kunstenaar         | Straat                      | Plaats     | Materiaal | Afbeelding |
| --------- | ----------------------------------------------- | ------------------ | --------------------------- | ---------- | --------- | ---------- |
| 1933      | gevelbeeld geïnspireerd op wapen van Huijbergen | Antoine Damen      | parochiehuis De Mariabouw   | Huijbergen |           |            |
| 1975      | Kunstwerk, Vennenplein of Voetenplein           |                    | Heijmansven bij 14          | Huijbergen |           |            |
| 1984      | De Sanegeit                                     | Kees Warmoeskerken | Canadaplein                 | Huijbergen |           |            |
| 1986      | Bevrijding (monument)                           | Willem Bekkers     | Boomstraat 1 (kerkplein)    | Huijbergen |           |            |
| 1989      | De Wilhelmiet                                   | Agaath Hoogeveen   | Boomstraat bij 28           | Huijbergen |           |            |
|           | Theresia van Lisieux                            |                    | Staartsestraat              | Huijbergen |           |            |
|           | Wegkruis                                        |                    | Weg naar Wouw / Bredestraat | Huijbergen |           |            |

## Ossendrecht
| Geplaatst | Omschrijving                                     | Kunstenaar                     | Straat                                                         | Plaats      | Materiaal   | Afbeelding |  |
| --------- | ------------------------------------------------ | ------------------------------ | -------------------------------------------------------------- | ----------- | ----------- | ---------- |  |
| 1934      | Heilig Hartbeeld (Ossendrecht)                   | Atelier J.W. Ramakers en Zonen | Kerkstraat                                                     | Ossendrecht |             |            |  |
| 1936      | Piëta, in Volksabdij Onze-Lieve-Vrouw ter Duinen |                                | Onze Lieve Vrouwe ter Duinenlaan                               | Ossendrecht |             |            |  |
| 1945      | Klokkenstoel                                     |                                | Dorpsstraat bij nr 10                                          | Ossendrecht |             |            |  |
| 1957      | Oorlogsmonument                                  | Jacques van Poppel             | Dorpsstraat                                                    | Ossendrecht | natuursteen |            |  |
| 1974      | Den Bronzen Os                                   | Henk Göbel                     | Markt                                                          | Ossendrecht |             |            |  |
| 1992      | Drieschaar                                       |                                | De Ploeg 11                                                    | Ossendrecht |             |            |  |
| 1996      | De Brouwer                                       | Léon Vermunt                   | De Brouwerij                                                   | Ossendrecht |             |            |  |
| 2002      | O.L.V. ter Duinen en Franciscus                  | Omer Gielliet                  | OLV ter Duinenlaan 199 (abdij)                                 | Ossendrecht |             |            |  |
| 2018      | Prinses Paulientje                               | Hans Hermes (1944)             | Gert Mullerplein 1 (Verpleeghuis en woonzorgcentrum Mariahove) | Ossendrecht |             |            |  |
|           | Maria met kind                                   |                                | Moleneind / Hageland                                           | Ossendrecht |             |            |  |
|           | Klokkenstoel                                     |                                | Mariahove / De Ploeg 2                                         | Ossendrecht |             |            |  |
|           | Pomp                                             |                                | Zr. Adolphinestraat / Adolphineplein 2                         | Ossendrecht |             |            |  |

## Putte
| Geplaatst | Omschrijving                             | Kunstenaar         | Straat                                  | Plaats           | Materiaal | Afbeelding |
| --------- | ---------------------------------------- | ------------------ | --------------------------------------- | ---------------- | --------- | ---------- |
| 1877      | J.Jordaens, A. van Stalbemt & G. de Pape | Jef Lambeaux       | Antwerpsestraat bij 32                  | Putte            |           |            |
| 1953      | Sint Dionysius                           |                    | Antwerpsestraat 35                      | Putte            |           |            |
| 2018      | Borstbeeld van Rients Terpstra           | Hans Hermes (1944) | Tervoplein                              | Putte            |           |            |
|           | De Levensboom                            |                    | Antwerpsestraat 114                     | Putte            |           |            |
|           | Samenwerking EN                          | Hans Hermes (1944) | rotonde ter hoogte van kasteel Ravenhof | Putte / Stabroek | brons     |            |

## Woensdrecht
| Geplaatst   | Omschrijving                                      | Kunstenaar     | Straat                 | Plaats      | Materiaal       | Afbeelding |
| ----------- | ------------------------------------------------- | -------------- | ---------------------- | ----------- | --------------- | ---------- |
| 1949        | Vrouw die een oorlogsslachtoffer zorgzaam opbeurt | Henk Visser    | Onderstal              | Woensdrecht | natuursteen     |            |
| 1960        | Wandelbrug                                        |                | Onderstal / Marktje 57 | Woensdrecht |                 |            |
| 2003 / 2005 | Hebe                                              | Dorothé Jehoel | Scheldeweg             | Woensdrecht | rvs / aluminium |            |
| 2008        | Broeder met kinderen                              | Bert Schneider |                        | Woensdrecht |                 |            |
|             | Levensboom                                        |                | Fortuinstraat bij 26   | Woensdrecht |                 |            |